# 北涼

北涼
建康→涼→張掖→河西

北涼の領域（398年ごろ）。

北涼（ほくりょう、397年5月 - 439年9月）は、五胡十六国時代に甘粛省に存在した国。建国者は段業だが、実質的な創始者は盧水胡の沮渠蒙遜である。国号は涼（りょう）。

## 歴史

### 建国期
北涼の実質的な建国者である沮渠蒙遜ははじめ後涼に属しており、匈奴系であるとも月氏系であるともいわれ諸説存在する。
397年4月、後涼の天王呂光は西秦討伐に失敗し、その責任を尚書の沮渠羅仇と三河郡太守の沮渠麹粥兄弟に取らせて処刑した。これに激怒した兄弟の甥である沮渠蒙遜は2人の葬儀の際に集結した一族万余を前にして後涼からの自立を宣言し、臨松郡（現在の甘粛省民楽県）を陥落させて金山に駐屯した。これに対して呂光は討伐軍を送り、沮渠蒙遜は敗北したが、酒泉に駐屯していた沮渠蒙遜の従兄の沮渠男成が呼応して勢いを取り戻し、5月には楽涫に迫って後涼から建康郡太守に任命されていた漢族の段業を涼州牧・建康公に擁立して神璽と建元し、事実上の北涼建国を成し遂げた。建国者は擁立された段業だが、実質的な権力は沮渠蒙遜と沮渠男成の両者が掌握した。
沮渠蒙遜は398年4月に西郡（現在の甘粛省永昌県・山丹県）や晋昌郡（現在の甘粛省瓜州県・玉門市）・敦煌郡などを陥落させ、6月には沮渠男成が張掖を落とし、ここを北涼の首都とした。こうして北涼は後涼の西部をほぼ支配下に置くことになり、段業は399年2月に涼王を称した。

### 沮渠蒙遜の時代
400年11月、北涼の漢人で敦煌郡太守であった李暠が自立して西涼を建国したため、北涼は西部の領土失陥と漢人の離反が進むことになった。さらに段業と沮渠蒙遜との間で対立が発生し、沮渠男成が段業を支持したため、沮渠蒙遜は401年4月に沮渠男成に謀反の罪ありとでっちあげて段業に殺害させ、さらにその後弔い合戦として段業をも葬り、6月に沮渠蒙遜は涼州牧・張掖公として北涼の君主となった。
だが西涼の自立で北涼の領域はかなり限定的な上、周辺には後涼や北魏・南涼などが控え、さらに段業や沮渠男成ら実力者を葬ったためにその実力はかなり衰えており、北涼の存続には外交が欠かせなくなった。沮渠蒙遜はまず南涼と同盟を結ぶが、401年7月に後秦が後涼を攻撃するとその圧力を恐れて使者を派遣して従属し、後涼が滅亡した直後の403年8月には後秦の沙州刺史・西海侯に封じられて自ら後秦の藩を称して南涼や西涼と対立した。その内の南涼とは406年・407年・409年と連年にわたって戦い、410年3月には遂に南涼の首都姑臧を包囲したが、この時には姑臧を落とせずに撤退し、411年1月に姑臧を落として412年10月に遷都した。沮渠蒙遜は南涼をその後も圧迫し、南涼は最終的に414年に西秦が滅ぼしたが、この南涼と連携していた西涼に対して今度は圧力をかけ、417年2月に李暠が死去した混乱にも恵まれて、4月から大規模な攻勢をかけて420年7月に酒泉を落とし、421年3月までに西涼を滅ぼして敦煌を取り戻した。こうして北涼は河西全土を支配する強国となり、以後は西域諸国とも交易・交渉を行って全盛期を迎える。
しかし南涼の滅亡により西秦との対立が開始され、西秦が北魏と結ぶと北涼は夏と結んで対立した。西涼を滅ぼした沮渠蒙遜は主力軍を西秦に向け、421年6月と422年7月には大規模な西秦攻撃を行うも撃退された。逆に424年に北魏との連携を強化した西秦に攻められたため、沮渠蒙遜は夏の年号を奉じて服属する事でその支援を得たため、何とか西秦の攻勢を防いだ。一方で沮渠蒙遜は江南の東晋に418年に従属して涼州刺史に任命され、南朝宋にも服属して422年に涼州刺史・張掖公、423年に涼州牧・河西王と江南王朝の官爵を得る事で北魏など周辺諸国と対抗した。
だが431年に西秦・夏が相次いで滅亡すると北涼は北魏の圧力をもろに受け始める事になり、沮渠蒙遜は8月に息子の沮渠安周を北魏に入侍させて北魏に事実上従属した。以後、北涼は江南外交から北魏外交に転換し、北魏も南朝宋との関係から北涼を厚遇して沮渠蒙遜は北魏より涼州牧・涼王に封じられた。433年4月に沮渠蒙遜は病死した。

### 北涼の滅亡
沮渠蒙遜が死去すると、北魏はその葬儀を監護する使者を派遣した上、北涼の後継者には南朝宋が認めた沮渠菩提を廃してその兄である沮渠牧犍を擁立するなど、すでに北魏の内政干渉をもろに受ける立場にまで追い込まれていた。沮渠牧犍は文物を南朝宋に送るなど文治を盛んにした。一方で北涼は沮渠牧犍の妹を北魏皇帝の太武帝に入嫁させ、太武帝の妹の武威公主を北涼に入嫁させるという二重の通婚関係を結ぶなど強い友好関係を結んだ。
439年9月、華北統一を目指す北魏の太武帝は親征して北涼の首都姑臧に迫り、その圧力に屈した沮渠牧犍は北魏に降伏し、北涼は滅亡した。

### 北涼その後
北涼君主の沮渠牧犍は北魏の首都平城に送られ、447年に謀反の罪で自殺を命じられた。
北涼滅亡後、沮渠牧犍の弟である沮渠無諱と沮渠安周は442年9月に酒泉・敦煌・高昌と西遷して自立し、高昌北涼を建国した。沮渠氏は河西王として南朝宋に封ぜられるが、沮渠氏が西遷するまで高昌を支配していた唐契の一族が結んでいた柔然が高昌に来寇したため、高昌北涼は2代で滅亡したが、高昌国自体は唐に支配されるまでの約200年間にわたり続いた。

## 北涼の君主
- 段業（在位397年 - 400年）
- 文王段業（在位400年 - 401年） 
  1. 太祖武宣王（沮渠蒙遜、在位401年 - 433年）
  2. 哀王（沮渠牧犍、在位433年 - 439年）

- 段業は397年から建康公を称した[3]。
- 段業は399年から涼王と称した[3]。
- 沮渠蒙遜は400年から涼王と称した[3]。
- 沮渠蒙遜は401年から張掖公と称した[3]。
- 沮渠蒙遜は412年から河西王を称し、以後の北涼君主は河西王を称した[3]。
- 沮渠蒙遜は431年からは北魏に任命された涼王・涼州牧であった[9]。
- 沮渠蒙遜の武宣王は北魏から贈られた号である[9]。

## 高昌北涼の君主
1. 拓王沮渠無諱（在位443年 - 444年）
2. 武拓王沮渠安周（在位444年 - 460年）

## 北涼の元号
1. 神璽 （397年 - 399年）
2. 天璽 （399年 - 401年）
3. 永安 （401年 - 412年）
4. 玄始 （412年 - 428年）元始とも書かれる
5. 承玄 （428年 - 431年）
6. 義和 （431年 - 433年）
7. 承和 （433年 - 439年）永和とも書かれる

以下、高昌北涼
1. 承平 （443年 - 460年）

## 北涼主要年表
- 397年 - 沮渠蒙遜が臨松郡に兵を起こす。段業が建康郡に兵を起こして涼州牧・建康公を称し、神璽と建元する。
- 398年 - 沮渠蒙遜が後涼に侵攻し、晋昌郡太守王徳・敦煌郡太守孟敏を降す。
- 399年 - 段業が涼王を称し、天璽と改元する。
- 400年 - 晋昌郡太守唐瑶が敦煌郡太守李暠を冠軍大将軍・沙州刺史・涼公に推して西涼を建国する。
- 401年 - 沮渠蒙遜が段業を弑殺し、梁中庸らに推され大都督・大将軍・涼州牧・張掖公に就き永安と改元する。
- 402年 - 沮渠蒙遜が後涼の姑臧に侵攻する。後涼は南涼に援兵を求める。蒙遜は敗退するが、南涼兵が姑臧で略奪を行う。西郡太守梁中庸が反乱し、西涼に出奔する。
- 403年 - 南涼と結んで後涼を攻めた結果、後涼は後秦に降り、後涼が滅亡する。沮渠蒙遜は弟の沮渠挐を後秦に入貢させ、後秦からの使者の梁構を受け入れる。蒙遜は後秦の西海侯に封じられる。
- 410年 - 南涼が北涼の臨松郡に侵攻する。また北涼が南涼に侵攻し、南涼王禿髪傉檀・太尉倶延らを破った。この際に南涼の姑臧で内乱が起きたため、ここを攻めた。
- 411年 - 姑臧を支配下に収め、南涼の楽都を包囲する。南涼は禿髪傉檀の子の禿髪安周を人質として差し出したため兵を退く。また西涼にも侵攻したが大敗し、沮渠百年が戦死する。
- 412年 - 姑臧に遷都する。沮渠蒙遜が河西王に就き、玄始と改元し、百官を置く。
- 413年 - 沮渠政徳を世子とし、大将軍・録尚書事を加鎮する。南涼が北涼に侵攻するが撃退し、更に南涼に侵攻する。楽都を包囲された禿髪傉檀は倶延を人質として差出し、兵を引き上げる。また、西の卑和・烏啼の二部を破っている。
- 415年 - 前年南涼が降った西秦の広武郡を攻めて敗れる。西秦は北涼の湟河郡を攻めて奪う。
- 416年 - 西秦と和平を結ぶ。
- 417年 - 烏啼・卑和の二部を破る。
- 418年 - 東晋から涼州刺史の位を受ける。
- 420年 - 西涼を攻め君主の李歆を戦死させる。酒泉に入城したが略奪を禁じ、西涼の臣下で才能のあるものはこれを採用した。
- 421年 - 西涼の敦煌を攻め、西涼を滅ぼす。また、西秦に侵攻する。南朝宋から鎮軍大将軍・開府儀同三司・涼州刺史の位を受ける。西涼の晋昌郡太守唐契が晋昌で反乱を起こす。
- 422年 - 西秦に侵攻するが将の沮渠成都が捕らえられ敗れる。
- 423年 - 南朝宋に入貢する。南朝宋から都督涼秦河沙四州諸軍事・驃騎大将軍・涼州牧・河西王の位を受ける。世子の沮渠政徳が晋昌を攻めて破る。唐契とその弟唐和・甥李宝は西涼の遺民を引き連れて伊吾に向かい、そこで柔然の臣下となった。柔然は唐契に伊吾王の称号を与えた。柔然は北涼を攻め、沮渠政徳が戦死したため、次子の沮渠興国を世子とした。
- 425年 - 西秦に攻め込まれ、将軍の沮渠白蹄が捕らえられる。
- 426年 - 西秦に攻め込まれた北涼は夏に救援を要請した。夏軍に南安を攻められた西秦は兵を退いた。北魏が夏・西秦に侵攻しているとの報を受けた沮渠蒙遜は北魏に畏れの意を表す使者を差し向けた。
- 428年 - 承玄と改元する。
- 429年 - 西秦に侵攻するが敗れ、沮渠興国が捕らえられる。沮渠興国は西秦から帰国を許されず、世子に沮渠菩提が立てられる。南朝宋に入貢する。
- 430年 - 北魏に入貢する。
- 431年 - 沮渠安周を遣使として北魏に入貢する。北魏は李順を派遣し、沮渠蒙遜を侍中・都督涼州西域羌戎諸軍事・太傅・行征西大将軍・涼州牧・涼王・武威張掖酒泉西海金城西平七郡王に任じられる。義和と改元する。
- 433年 - 沮渠蒙遜の病が重く、幼弱だった沮渠菩提に代わって沮渠牧犍が世子に立てられる。沮渠蒙遜が崩御し、沮渠牧犍が王位に就く。その妹の興平公主は北魏に後宮に送られ右昭儀となった。沮渠牧犍は劉昞を国師とした。永和と改元される。沮渠牧犍が南朝宋から都督涼沙河三州西域羌戎諸軍事・車騎将軍・開府儀同三司・涼州刺史・河西王に任じられる。
- 437年 - 北魏の太武帝の妹の武威公主が沮渠牧犍の后となる。
- 439年 - 武威公主が毒殺され、北魏がその犯人と目される沮渠牧犍の嫂の李氏の身柄を要求するが、沮渠牧犍は断った。北魏は沮渠牧犍の12の罪状を宣布し、姑臧を潰滅させる。
- 440年 - 沮渠無諱が酒泉で反乱を起こす。張掖まで攻め上るが陥落させられず、北魏と停戦する。
- 441年 - 北魏は沮渠無諱を征西大将軍・涼州牧・酒泉王に任じる。沮渠唐児が沮渠無諱に反乱して挙兵するが、敗死する。北魏は酒泉に兵を差し向けるが、沮渠無諱は糧秣欠乏の為、西遷を考え、弟の沮渠安周に軍勢を与え鄯善に派遣する。
- 442年 - 沮渠無諱が敦煌に遷る。高昌の唐契を倒す。高昌に遷り、南朝宋から都督涼沙河三州諸軍事・征西将軍・涼州刺史・河西王に任じられる。沮渠安周に鄯善が降る。
- 443年 - 高昌に本拠を構え、承平と建元する。
- 444年 - 沮渠無諱が崩御し、沮渠安周が即位する。改元は行われなかった。沮渠安周が南朝宋から都督涼沙河三州諸軍事・涼州刺史・河西王に任じられる。
- 445年 - 車師を攻撃する。
- 459年 - 沮渠安周が南朝宋から征虜将軍を加えられる。
- 460年 - 柔然が高昌を攻め、沮渠安周が殺害される。柔然によって高昌王に闞伯周が就けられる。